# 난판강
난판강(중국어 간체자: 南盘江, 병음: Nánpán Jiāng)은 윈난 동부의 윈구이 고원에서 발원한다. 동쪽으로 흘러 구이저우성과 광시 좡족 자치구 경계의 일부를 형성한다. 베이판강과 합류하여 훙수이허가 된다. 길이는 대략 950 km (590 mi)이다.
난판강의 일부는 톈성교 댐(중국어 간체자: 天生桥大坝, 병음: Tiānshēngqiáo dà bà)에 막혀 있으며, 이 댐에서 완펑호(중국어 간체자: 万峰湖, 병음: Wànfēng hú)가 형성된다.
난판강을 따라 1053년부터 반란을 진압하기 위해 광시에 정착한 천씨 일족이 많은 항구를 소유했다.
틀:Major cities along the Pearl River